# Vaiano Cremasco
Vaiano Cremasco é uma comuna italiana da região da Lombardia, província de Cremona, com cerca de 3.621 habitantes. Estende-se por uma área de 6 km², tendo uma densidade populacional de 604 hab/km². Faz fronteira com Bagnolo Cremasco, Crespiatica (LO), Monte Cremasco, Palazzo Pignano, Trescore Cremasco.

## Demografia
| Variação demográfica do município entre 1861 e 2011                               |
|                                                                                   |
| Fonte: Istituto Nazionale di Statistica (ISTAT) - Elaboração gráfica da Wikipedia |